# **** Live in Phoenix
**** Live in Phoenix es el primer CD/DVD de la banda estadounidense Fall Out Boy. Salió a la venta el 1 de abril de 2008 en los Estados Unidos, el 12 de abril en Australia y el 14 de abril en todo el mundo. Este concierto fue grabado en la ciudad de Phoenix Arizona, el 22 de junio de 2007, durante la gira nacional en los Estados Unidos The Honda Civic Tour junto a diferentes bandas como Panic at the Disco, Gym Class Heroes, +44, entre otros. En el DVD se muestra el recital completo de este concierto, todos los videos de la banda que han sacado hasta la fecha (a excepción de los sencillos del álbum Take This To Your Grave), además del "Detrás de Escenas" de la gira The Honda Civic Tour. También en este CD/DVD han lanzado " Beat It " (con la colaboración de John Mayer), una versión de la canción de Michael Jackson, interpretada en el álbum en vivo.

## Lista de canciones

### CD
1. "Thriller" - 5:04
2. "Grand Theft Autumn / Where Is Your Boy?" - 3:15
3. "Sugar, We're Goin Down" - 3:37
4. "Our Lawyer Made Us Change the Name of This Song So We Wouldn't Get Sued" - 3:01
5. "Hum Hallelujah" - 3:59
6. "Tell That Mick He Just Made My List of Things to Do Today" - 3:32
7. "I'm Like a Lawyer with the Way I'm Always Trying to Get You off (Me & You)" - 3:30
8. "A Little Less Sixteen Candles, a Little More "Touch Me"" - 2:49
9. "Beat It" (Michael Jackson cover) - 3:50
10. "Golden" - 2:29
11. "This Ain't a Scene, It's an Arms Race" - 3:45
12. "Thnks fr th Mmrs" - 3:28
13. "The Take Over, the Break's Over" - 3:40
14. "Dance, Dance" - 3:10
15. "Saturday" - 3:53

### DVD
1. "Intro"
2. "Thriller" - 5:04
3. "Grand Theft Autumn / Where Is Your Boy" - 3:15
4. "Don't Matter" (Akon cover)?
5. "Sugar, We're Goin Down" - 3:37
6. "Our Lawyer Made Us Change the Name of This Song So We Wouldn't Get Sued" - 3:01
7. "Of All the Gin Joints in All the World"
8. "Hum Hallelujah" - 3:59
9. "I Slept with Someone in Fall Out Boy and All I Got Was This Stupid Song Written About Me"
10. "Tell That Mick He Just Made My List of Things to Do Today" - 3:32
11. "I'm Like a Lawyer with the Way I'm Always Trying to Get You off (Me & You)" - 3:30
12. "A Little Less Sixteen Candles, a Little More "Touch Me"" - 2:49
13. "Beat It" (Michael Jackson cover) - 3:50
14. "The Carpal Tunnel of Love"
15. "Golden" - 2:29
16. "I Write Sins Not Tragedies" (Panic at the Disco cover)
17. "This Ain't a Scene, It's an Arms Race" - 3:45
18. "Dirty's Intermissions"
19. "Encore"
20. "Thnks fr th Mmrs" - 3:28
21. "The Take Over, the Break's Over" - 3:40
22. "One and Only" (Timbaland featuring Fall Out Boy cover)
23. "Dance, Dance" - 3:10
24. Andy Hurley Drum Solo
25. "Saturday" - 3:53

### Incluidos en el DVD

#### Videos
1. "Sugar, We're Goin Down"
2. "Dance, Dance"
3. "A Little Less Sixteen Candles, a Little More "Touch Me""
4. "This Ain't a Scene, It's an Arms Race"
5. "Thnks fr th Mmrs"
6. "The Carpal Tunnel of Love"
7. "The Take Over, the Breaks Over"
8. "I'm Like a Lawyer with the Way I'm Always Trying to Get You off (Me & You)"
9. Backstate Detrás de Cámara Durante la Gira Nacional The Honda Civic Tour.

#### Edición Limitada Para ColeccionistasBonus CD
1. "This Ain't a Scene, It's an Arms Race" - 3:47
2. "The Carpal Tunnel of Love" - 3:20
3. "The Take Over, the Breaks Over" - 3:44
4. "I Slept with Someone in Fall Out Boy and All I Got Was This Stupid Song Written About Me" - 3:36
5. "Beat It" (con John Mayer, versión de estudio) (de Michael Jackson)

## Personal y colaboradores
- Patrick Stump (vocalista, guitarrista)
- Pete Wentz (coros, bajo)
- Joseph Trohman (coros, guitarrista)
- Andy Hurley (batería)
- Dirty (Animador y Baile en la canción en vivo "Dance, Dance")
- John Mayer (Sólo en la canción "Beat It")
- Gabe Saporta (Cantante invitado para la canción en vivo "Grand Theft Autumn / Where Is Your Boy?")
- Charlie Mark (Cantante invitado para la canción en vivo "I Slept with Someone in Fall Out Boy and All I Got Was This Stupid Song Written About Me")
- Andrés Stuart (Cantante invitado para la canción en vivo "I Slept with Someone in Fall Out Boy and All I Got Was This Stupid Song Written About Me")
- Jim Sevcick (Cantante invitado para la canción en vivo "The Carpal Tunnel of Love")
- Adam Siska (Bajista invitado para la canción en vivo "Saturday")

- Datos: Q2569421